# Alexándra Paschalídou-Moréti
Alexándra Paschalídou-Moréti (grec moderne : Αλεξάνδρα Πασχαλίδου-Μωρέτη), née en 1912 à Constantinople, morte en 2010 à Filothéi, est une architecte grecque.

## Biographie
Alexándra Paschalídou est née en 1912 à Constantinople, plus jeune fille de Konstantínos Paschalídis et de Déspina Pappá. C'est aussi la sœur de la future artiste Eléni Paschalídou-Zongolopoúlou. En 1922, sa famille quitte Constantinople pour s'installer en Bulgarie puis à Thessalonique et enfin à Athènes, où elle s'installe définitivement en 1925. 
En 1932, elle s’inscrit à l'université et entame des études d'architecture à l'Université technique nationale d’Athènes (UTNA), jusqu’en 1936,. En 1936, elle devient la septième femme en Grèce à réussir à devenir architecte,.
En 1936, Dimítris Pikiónis, professeur à l'Université technique nationale et superviseur d’un projet d'étude et d'analyse de l'architecture et des arts décoratifs des habitations grecques, confie la réalisation de ce projet à une équipe de jeunes architectes dont Dimítris Morétis, Giórgos Giannoulélis et Alexándra Paschalídou,,. Cette équipe étudie et illustre, pour la première fois en Grèce, l'architecture traditionnelle ainsi que la décoration des maisons des XVIIIe et XIXe siècles. Ce projet dure deux ans et doit être interrompu. En 1939, elle épouse son ancien condisciple et partenaire, Dimítris Morétis. Ils ont eu deux enfants, Ángelos et Irana.
En 1939 toujours, Alexándra Paschalídou-Moréti et Dimítris Morétis la conception du pavillon grec pour l'exposition universelle de New York,. 
Pendant et après la Seconde Guerre mondiale, de 1939 à 1969, elle effectue des recherches et rédige des études sur les expositions nationales et internationales. Elle organise, étudie et dirige la construction de pavillons grecs pour des expositions nationales et internationales. Elle enregistre également et photographie des dommages causés sur le patrimoine architectural grec par le conflit mondial. En 1969, pendant la dictature des colonels, Alexándra Paschalídou-Moréti démissionne.
De 1970 à 1976, elle conçoit et construit des hôtels, des églises, des immeubles, des centres sportifs et des magasins. Elle réalise également des études d'urbanisme,.
En 1976, Paschalídou-Moréti prend sa retraite.
Elle meurt en 2010 à Filothéi (dans la banlieue nord d’Athènes).